# Berzème
Berzème är en kommun i departementet Ardèche i regionen Auvergne-Rhône-Alpes i sydöstra Frankrike. Kommunen ligger  i kantonen Villeneuve-de-Berg som ligger i arrondissementet Largentière. År 2022 hade Berzème 159 invånare.

## Befolkningsutveckling
Antalet invånare i kommunen Berzème
Referens: INSEE